# Yvonne Dewals
Yvonne Dewals est une artiste peintre belge active dans les années 1950.

## Son œuvre
Elle exerçait son art à Woluwe-Saint-Lambert où elle se fit construire un atelier fin des années 1951 au 27, avenue des Rogations.
Son œuvre se caractérise par un pinceau rapide et spontané. Elle exécuta principalement des portraits et des nus féminins. Certains critiques comparaient son œuvre à celle de Lovis Corinth.